# TANS ペルー
TANS ペルーはTransportesAéreosNacionales de Selvaの略語で、かつて存在していたペルーのリマを拠点とする航空会社。本部は、リマのミラフローレス地区に置いていた。完全国有の航空会社で、ホルヘ・チャベス国際空港から国内旅客便・貨物便を運行していた。また、日本ではタンス航空と呼ばれることもある。

## 歴史

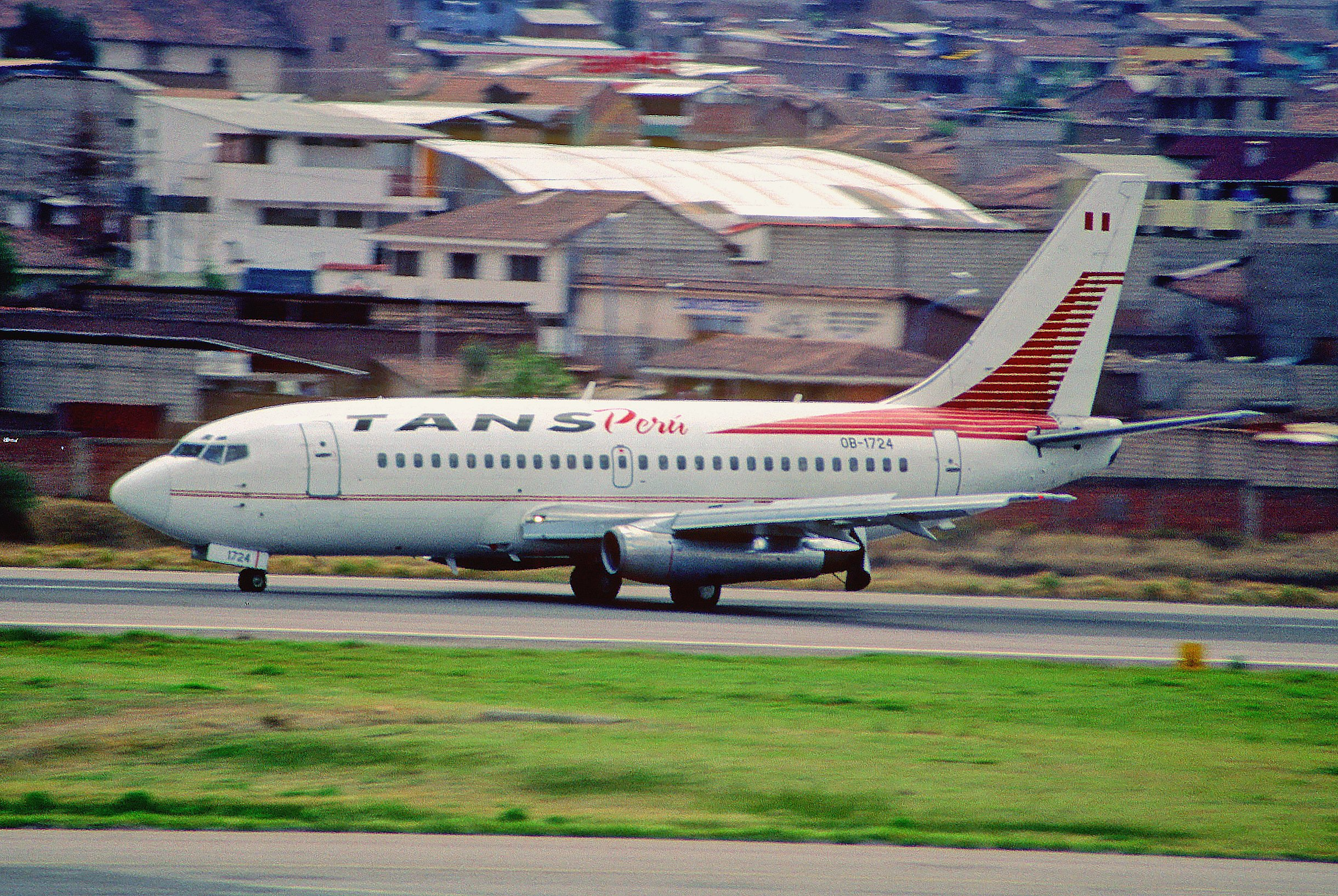
ボーイング737-282（初期）

TANS ペルーは、1963年にイキトスの遠隔地にペルー空軍の武器を輸送する目的として、設立された。 1988年には、ピラタス PC-6とデ・ハビランド・カナダ DHC-6を所有していた。1999年までは空軍の一部とされていたが、運行内容はほぼ民間としてであった。1999年11月に民間資格を取得し、民間航空として運行を開始した。:232–233
TANS ペルーは6件の事故を起こし、うち5件が死亡者を出す事故であった。中でも、222便と204便の墜落事故が致命的となり、
2006年1月に、ペルー政府が運行免許を取り消した。

## 機材
（2000年3月時点）
- ボーイング737-200s 　3機

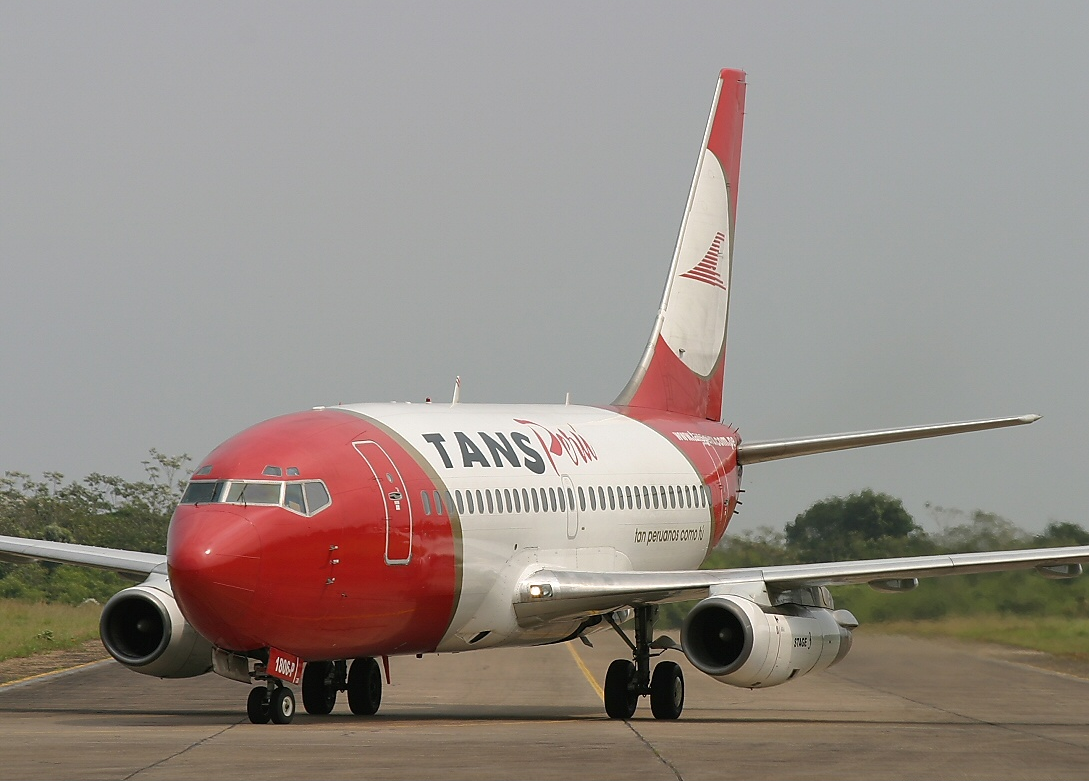
ボーイング737-200

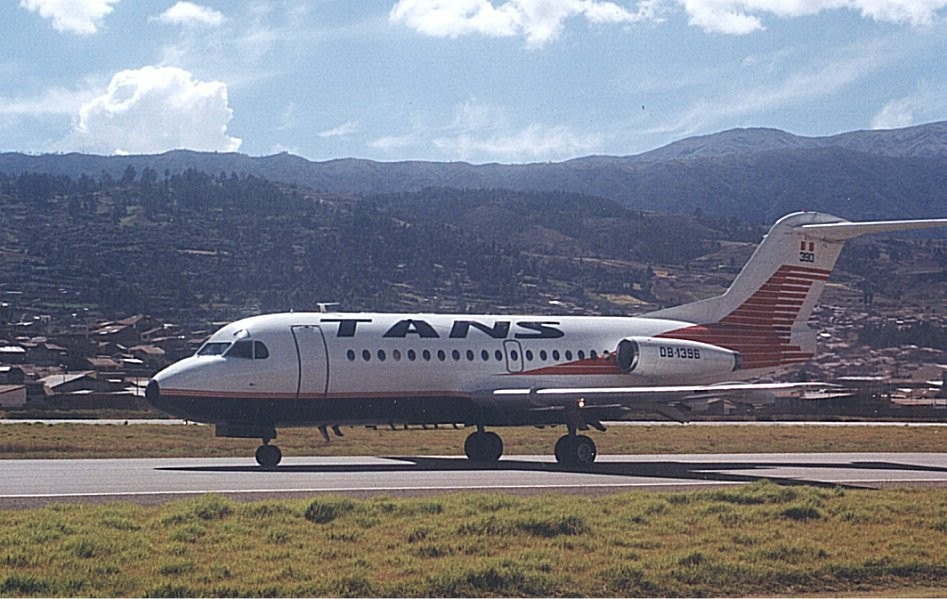
フォッカー F28-1000

- デ・ハビランド・カナダ DHC-6　7機
- フォッカー F28-mk1000　1機
- HAMC Y-12-II　5機

## 就航都市
以下の都市に就航していた。
| 都市                 | 空港コード | 空港コード | 空港の名前                                                | 備考     |
| 都市                 | IATA       | ICAO       | 空港の名前                                                | 備考     |
| -------------------- | ---------- | ---------- | --------------------------------------------------------- | -------- |
| ペルー               |            |            |                                                           |          |
| アレキパ             | AQP        | SPQU       | ロドリゲス・バロン国際空港                                |          |
| クスコ               | CUZ        | SPZO       | アレハンドロ・ベラスコ・アステテ国際空港                  |          |
| イキトス             | IQT        | SPQT       | フランシスコ・セカダ・ビグネッタ大佐国際空港              |          |
| フリアカ             | JUL        | SPJL       | インカ・マンコ・カパック国際空港                          |          |
| リマ                 | LIM        | SPIM       | ホルヘ・チャベス国際空港                                  | ハブ空港 |
| ピウラ               | PIU        | SPUR       | カピタン・FAP・ギジェルモ・コンチャ・イベリコ国際空港     |          |
| プカルバ             | PCL        | SPCL       | カピタン・ダビー・アベンスル・レンヒフォ国際空港          |          |
| プエルト・マルドナド | PEM        | SPTU       | パードレ・アルダミス国際空港                              |          |
| タラポト             | TPP        | SPST       | Cad. FAP ギジェルモ・デル・カスティージョ・パレーデス空港 |          |
| テゥンベス           | TBP        | SPME       | カピタン・ペドロ・カンガ・ロドリゲス国際空港              |          |

## 事故
アビエーション・セーフティー・ネットワークによると、TANS ペルーは6件の事故やインシデントを起こしており、内5件で死者が出ていた。5件の事故での総死者数は105人で、全ての事故において機体は全損扱いとなった。